# Супряга Владислав Сергійович
Владисла́в Сергі́йович Супря́га (нар. 15 лютого 2000, Сарата, Білгород-Дністровський район, Одеська область, Україна) — український футболіст, нападник клубу «Динамо» (Київ). Майстер спорту України міжнародного класу (2019). Чемпіон світу у складі збірної України U-20 (2019). Також виступав за збірну України U-21.

## Клубна кар'єра
Владислав Супряга народився у селищі Сарата, що на Одещині. Займатися футболом починав у ДЮСШ Сарати. Згодом перейшов до академії дніпровського «Дніпра», яку закінчив у 2017 році. На той час Владислав уже викликався до лав юнацьких збірних України різних віків та вважався одним із найперспективніших нападників країни.
15 липня 2017 року дебютував у складі «Дніпра-1» у кубковому матчі проти «Буковини», вийшовши у стартовому складі та відігравши 58 хвилин. За підсумками 2017 року став переможцем у номінації «Найкращий гравець атакуючого плану - 2017» у віці 17 років. Нагороду вручав Володимир Безсонов. У складі команди «Дніпро-1» пробився до півфіналу Кубка України 2017/18, обігравши у чвертьфіналі «Львів».
10 серпня 2018 року підписав п'ятирічний контракт з київським «Динамо». Дебют у Прем'єр-лізі відбувся 25 серпня 2018 року у виїзному матчі проти одеського «Чорноморця» (1:1). Загалом зіграв за сезон у 6 іграх Прем'єр-ліги, по одній грі у Кубку України та кваліфікації Ліги чемпіонів (28 серпня проти «Аякса»), а також у двох іграх групового етапу Ліги Європи проти «Ренна», втім так жодного голу за столичну команду і не забив.
Улітку 2019 року на правах річної оренди повернувся до «Дніпра-1», який вийшов до Прем'єр-Ліги. Там молодий нападник став одним із лідерів команди, і з 14 голами став третім найкращим бомбардиром турніру. Крім того, Супряга став найкращим гравцем 20-го туру чемпіонату України, відзначившись хет-триком у ворота «Динамо», а потім одержав і звання найкращого гравця місяця. Згодом по завершенні сезону 2019/20 Супряга отримав звання найкращого молодого гравця Чемпіонату України в сезоні.
Сезон 2020/21 Супряга розпочав у складі «Динамо». Дебютний свій гол за киян забив у першому ж поєдинку після повернення на 56-й хвилині проти донецького «Олімпіка».
30 січня 2022 року київське «Динамо» оголосило про перехід Владислава Супряги до італійського клубу «Сампдорія» (Генуя) на правах оренди до завершення сезону 2021/2022 з правом викупу після її завершення.
Владислав Супряга став десятим українцем, який зіграв у Серії А.

## Збірна
Улітку 2018 року разом з юнацькою збірною України вирушив на чемпіонат Європи серед 19-річних до Фінляндії, де дійшов до півфіналу, забивши м'яч у ворота збірної Англії. Одночасно з цим з'явилася інформація щодо зацікавленості у послугах Супряги італійського клубу СПАЛ. Представники Серії А пропонували за українського форварда 1 мільйон, однак керівництво «Дніпра-1» відмовилося продавати футболіста.
У 2019 році у складі збірної України U-20 став чемпіоном світу на чемпіонаті, що проходив у Польщі, зокрема у фінальному матчі відзначився дублем у ворота команди Південної Кореї.

## Статистика

### Клубна статистика
Станом на 25 травня 2024 року
| Сезон                | Команда              | Чемпіонат            | Чемпіонат | Чемпіонат | Кубок країни | Кубок країни | Кубок країни | Континентальні кубки | Континентальні кубки | Континентальні кубки | Інші змагання | Інші змагання | Інші змагання | Усього | Усього |
| Сезон                | Команда              | Ліга                 | Ігор      | Голів     | Ліга         | Ігор         | Голів        | Ліга                 | Ігор                 | Голів                | Ліга          | Ігор          | Голів         | Ігор   | Голів  |
| -------------------- | -------------------- | -------------------- | --------- | --------- | ------------ | ------------ | ------------ | -------------------- | -------------------- | -------------------- | ------------- | ------------- | ------------- | ------ | ------ |
| 2017–18              | Дніпро-1             | ДрЛ                  | 22        | 7         | КУ           | 6            | 0            | —                    | —                    | —                    | —             | —             | —             | 28     | 7      |
| 2019–20              | Дніпро-1             | УПЛ                  | 25        | 14        | КУ           | 2            | 0            | —                    | —                    | —                    | —             | —             | —             | 27     | 14     |
| Всього за «Дніпро-1» | Всього за «Дніпро-1» | Всього за «Дніпро-1» | 47        | 21        | —            | 8            | 0            | —                    | —                    | —                    | —             | —             | —             | 55     | 21     |
| 2018–19              | Динамо (Київ)        | УПЛ                  | 6         | 0         | КУ           | 1            | 0            | ЛЧ/ЛЄ                | 1+2                  | 0                    | —             | —             | —             | 10     | 0      |
| 2020–21              | Динамо (Київ)        | УПЛ                  | 17        | 2         | КУ           | 2            | 0            | ЛЧ/ЛЄ                | 9+2                  | 1                    | СК            | 1             | 0             | 31     | 3      |
| 2021–22              | Динамо (Київ)        | УПЛ                  | 3         | 0         | КУ           | 0            | 0            | ЛЧ                   | 2                    | 0                    | СК            | 1             | 0             | 6      | 0      |
| 2022–23              | Динамо (Київ)        | УПЛ                  | 0         | 0         | —            | —            | —            | ЛЧ/ЛЄ                | 0                    | 0                    | —             | —             | —             | 0      | 0      |
| 2023–24              | Динамо (Київ)        | УПЛ                  | 8         | 0         | КУ           | 0            | 0            | ЛК                   | 0                    | 0                    | —             | —             | —             | 8      | 0      |
| Всього за «Динамо»   | Всього за «Динамо»   | Всього за «Динамо»   | 34        | 2         | —            | 3            | 0            | —                    | 16                   | 1                    | —             | 2             | 0             | 55     | 3      |
| 2021–22              | «Сампдорія»          | СА                   | 1         | 0         | —            | —            | —            | —                    | —                    | —                    | —             | —             | —             | 1      | 0      |
| Всього за кар'єру    | Всього за кар'єру    | Всього за кар'єру    | 82        | 23        | —            | 11           | 0            | —                    | 16                   | 1                    | —             | 2             | 0             | 111    | 24     |

## Досягнення
- Чемпіон України: 2020/21
- Володар Кубку України: 2020/21
- Володар Суперкубку України: 2020

## Нагороди
- Орден «За заслуги» III ст. (2019)[22]